# Masahito, Príncipe Hitachi
Masahito, Príncipe Hitachi (em japonês: 常陸宮正仁親王; Tóquio, 28 de novembro de 1935) é um membro da Casa Imperial do Japão e o irmão mais novo do imperador emérito Akihito. Ele é o sexto filho e segundo varão do imperador Shōwa e da imperatriz Kōjun e é o terceiro da linha de sucessão ao do Trono de Crisântemo. O príncipe Hitachi é conhecido principalmente por atividades filantrópicas e por sua pesquisa sobre as causas do câncer.

## Infância e juventude

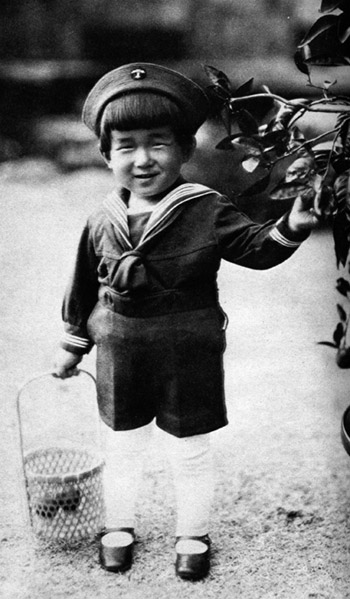
Masahito, criança, em 1939.

Nascido no Palácio Imperial em Tóquio, o Príncipe Masahito foi chamado de Príncipe Yoshi ([義宮正仁, Yoshi-no-miya Masahito] Erro: {{japonês}}: o texto tem marcação itálica (ajuda)) durante sua infância.
Ele realizou seu ensino primário e secundário na Escola Peers, Gakushuin, uma escola para meninos da nobreza japonesa. No final de 1944, o Ministério da Casa Imperial evacuou o Príncipe Yoshi e o Príncipe Herdeiro até Nikko, para escapar dos bombardeamentos americanos em Tóquio.
De 1947 a 1950, a Sra. Elizabeth Gray Vining tutelou, em inglês, o Príncipe Hitachi, seu irmão e suas cinco irmãs, as Princesas Kazuko, Atsuko e Takako. Seu relato da experiência foi titulado Windows for the Crown Prince (1952).
Em 1958, o Príncipe Yoshi recebeu seu diploma em Química pela Faculdade de Ciência da Universidade de Gakushuin. Subseqüentemente, ele fez sua pós-graduação na Faculdade de Ciência da Universidade de Tóquio.
Em 1969, ele se tornou um Associado de Pesquisa da Fundação Japonesa para Pesquisa do Câncer especializado no estudo da divisão celular. Os resultados de sua pesquisa foram relatados nas revistas técnicas da Associação Japonesa de Câncer, bem como da Associação Americana de Pesquisa do Câncer.

## Casamento
Em 30 de setembro de 1964, o Príncipe casou-se com Tsugaru Hanako (nascida em 19 de julho de 1940), quarta filha de Tsugaru Yoshitaka, um ex-conde e descendente do daimyo de Tsugaru Domain. No dia seguinte, o Imperador Shōwa, seu pai, concedeu-lhe o título Hitachi-no-miya (Príncipe Hitachi) e uma autorização para começar um novo ramo da Família Imperial. O Príncipe Hitachi e a Princesa Hitachi têm sua residência oficial em um palácio em largo jardins de Komazawadori em Higashi, Shibuya.
O Príncipe e a Princesa Hitachi não têm filhos.

## Funções
O Príncipe Hitachi e sua esposa, a Princesa Hitachi são atualmente presidentes de sociedades voltadas para intercâmbios internacionais, tais como a Sociedade Japão-Suécia e a Sociedade Japão-Bélgica; para a deficiência, como por exemplo a Sociedade Japonesa de Crianças Deficientes; e para a conservação da natureza, como a Sociedade Japonesa para a Preservação dos Pássaros.
O Príncipe Hitachi é presidente e presidente de honra de, pelo menos, catorze organizações.

## Títulos e estilos
- 28 de novembro de 1935 — 1 de outubro de 1964: Sua Alteza Imperial o Príncipe Yoshi.
- 1 de outubro de 1964 —- presente: Sua Alteza Imperial o Príncipe Hitachi.

### Honras nacionais
- Grande Cordão da Ordem do Crisântemo

### Honras estrangeiras
- 28 de setembro de 1965: Cavaleiro da Ordem do Elefante (Dinamarca)
- 19 de abril de 1960: : Membro da Ordem de Ojaswi Rajanya[13] (Nepal)

### Grau honorário
- 1997: Doutorado Honorário pela Universidade George Washington.
- 18 de Abril de 2001: Doutorado Honorário[14] pela Universidade Minnesota.
- Universidade de Chiang Mai

### Posições honorárias
- Membro da reserva do Conselho Imperial da Câmara
- Presidente da Sociedade Japonesa para a Preservação de Aves
- Presidente da Sociedade Japonesa de Crianças com Deficiência
- Presidente do Instituto Japonês de Invenção e Inovação
- Presidente da Sociedade Japão-Dinamarca
- Presidente da Dainippon Silk Foundation
- Presidente da Sociedade Japonesa de Reabilitação de Pessoas com Deficiência
- Presidente da Japan Art Association
- Presidente da Sociedade do Parque Zoológico de Tóquio
- Presidente da Maison Franco-Japonaise
- Presidente da Princesa Takamatsu Cancer Research Fund
- Presidente honorário da Sociedade Japão-Suécia
- Presidente honorário da Sociedade Japão-Bélgica
- Presidente honorário da Fundação Japonesa para Pesquisa do Câncer
- Presidente honorário da Associação Pasteur Japon
- Vice-Presidente Honorário da Sociedade da Cruz Vermelha Japonesa